# 艾马拉人
艾马拉人是南美洲安第斯及阿尔蒂普拉诺地区的原住民族，大约有2百万以上的艾马拉人生活在玻利维亚、秘鲁和智利，其中大部分生活在农村。他们在15世纪臣服于印加人前以及16世纪归顺西班牙殖民者以前，已经在南美洲生活数个世纪。种植、放牧和捕鱼是主要的经济生产方式。

## 历史
人类学家们相信艾马拉人的祖先是6万－2万年前从亚洲迁徙而来，最初过的是游牧生活。约前4000年，先民们创造种植业，一部分人开始在的的喀喀湖畔定居。公元600年时，约有2万人在阿尔蒂普拉诺高原定居。蒂亚瓦纳科城即是这时建成。可是，1000年—1100年间，这座城市被废弃，部分考古学家认为这是由于干旱。Eagan,页12-13.
15世纪中期，艾马拉人和周围的部落被印加人征服。艾马拉人被迫向印加人交税，改信印加宗教，改说盖丘亚语。不过他们的生活却还是比较富足的。1532年，西班牙人入侵，印加帝国被征服。西班牙殖民者通过了新法律，并派遣大量传教士传播天主教。新殖民者残酷奴役和压榨艾马拉人民，不但霸占了印第安人的农田，还掠夺的的喀尔湖地区的矿产。艾马拉人常被用作矿工，安全和正常休息都无法得到保障。Eagan,页16-17.1781年，艾马拉青年图帕卡·卡塔里在拉巴斯领导印第安人起义，捣毁了许多教堂及政府建筑。到19世纪，民族解放运动日益高涨，智利在1818年独立。玻利维亚、秘鲁等国也先后在玻利瓦尔领导的革命战争中独立。然而，艾马拉人受白人剥削的情况并未得到根本改观。到20世纪中叶，罢工和武装抵抗仍然经常发生。20世纪末，艾马拉人在政治生活中扮演的地位越来越重要，其中乌戈·卡德纳斯曾任玻利维亚副总统。Eagan,页19.
2005年，艾马拉人埃沃·莫拉莱斯当选为玻利维亚总统。

## 旅游胜地的重要组成人文元素
每年6月21日，即南半球的冬至日，艾马拉人传统的新年就在这一天。